# Peter Glaser
Peter Edward Glaser (5 tháng 9 năm 1923 – 29 tháng 5 năm 2014) là một nhà khoa học và kỹ sư hàng không vũ trụ người Mỹ gốc Tiệp Khắc. Ông từng là Phó chủ tịch, Advanced Technology (1985–1994), được tuyển dụng tại Arthur D. Little, Inc., Cambridge, MA (1955–1994); về sau làm tư vấn cho công ty này (1994–2005). Ông là chủ tịch Power from Space Consultants (1994–2005). Glaser nghỉ hưu năm 2005.

## Chuyên môn
Các lĩnh vực hoạt động chuyên môn của Glaser bao gồm lò chiếu hình cung và năng lượng Mặt Trời, nghiên cứu nhiệt độ cao, vệ tinh năng lượng Mặt Trời, làm nóng và làm lạnh bằng năng lượng Mặt Trời, chuyển đổi quang điện, hệ thống điện khí hóa nông thôn sử dụng tài nguyên tái tạo, sứ mệnh hạ cánh xuống bề mặt Mặt Trăng, năng lượng không gian thương mại, viễn thám, hoạt động ngoài không gian trên Mặt Trăng, lựa chọn nơi phóng, thiết bị mô đun cư trú trên trạm vũ trụ, thiết bị vận chuyển không gian tiên tiến, hệ thống cảm biến từ không gian để xác định biến đổi khí hậu do carbon dioxide gây ra, máy dò ô nhiễm di động trạm vũ trụ, găng tay và đế giày ống bộ đồ phi hành gia, bảo vệ bụi ngoài không gian, vệ tinh rơle điện và máy bay độ bền cao độ cao sử dụng truyền tải điện không dây.
Glaser đứng đầu bộ phận thiết kế của công ty Werner Textile Consultants (1949–53). Sau khi tốt nghiệp, Glaser dành toàn bộ sự nghiệp chuyên môn toàn thời gian của mình tại Arthur D. Little, Inc. Những bài báo chuyên môn của Glaser và một số bài viết cá nhân của ông (32 feet khối trong 96 hộp) đang được ký gửi tại Kho Lưu trữ Viện Công nghệ Massachusetts.

### Dự án
Ông là người quản lý dự án cho Đo khoảng cách đến Mặt Trăng bằng mảng thu hồi Apollo 11 được lắp đặt trên bề mặt Mặt Trăng vào ngày 20 tháng 7 năm 1969, và hai mảng khác được lắp đặt cho các sứ mệnh tiếp theo — thí nghiệm khoa học duy nhất còn hoạt động trên Mặt Trăng. Ông chịu trách nhiệm về Tàu thăm dò Dòng nhiệt Mặt Trăng và Máy đo Trọng lượng Mặt Trăng đang hoạt động trong chương trình Apollo, và Thí nghiệm Lưu trữ Máu Ban đầu bay trên tàu con thoi Columbia (STS-61-C) vào tháng 1 năm 1986, để khám phá các hiệu ứng lực hút lên tế bào máu của con người. Năm 1968, ông trình bày khái niệm này, và năm 1973 đã được cấp bằng sáng chế của Mỹ, về Vệ tinh Năng lượng Mặt Trời cung cấp năng lượng từ không gian để sử dụng trên Trái Đất.

### Cố vấn
Glaser từng là cố vấn cho Hội đồng Nghiên cứu Quốc gia (1960–1962), thành viên hội đồng thẩm định chương trình Viện Tiêu chuẩn và Công nghệ Quốc gia (1993–1996), và là thành viên của ban này (1994–1995). Ông từng làm cố vấn cho NASA (1963–1967) và là thành viên của Hội đồng tư vấn của nó (1986), Nhóm đặc nhiệm về các Mục tiêu Không gian và Nhóm đặc nhiệm Nghiên cứu Trường hợp Doanh nghiệp Năng lượng Mặt Trăng (1988–1989). Ông từng là thành viên của Ban Cố vấn Vật liệu của Viện Hàn lâm Khoa học Quốc gia (1958) của Nhóm nghiên cứu về Năng lượng Mặt Trời (1971–1985). Ông là thành viên của Ban Cố vấn Vệ tinh Năng lượng Mặt Trời của Cục Thẩm định Công nghệ thuộc Quốc hội Hoa Kỳ (1980–1981).
Glaser là một thành viên của Hội Tiến bộ Khoa học Hoa Kỳ và Viện Hàng không và Du hành Vũ trụ Hoa Kỳ. Ông là thành viên của Hội Năng lượng Mặt trời Hoa Kỳ và từng giữ chức chủ tịch (1967–1972). Ông là thành viên của Hội Năng lượng Mặt trời Quốc tế và từng giữ chức chủ tịch (1968–1969). Ông là thành viên của Hội Hàng không Vũ trụ Hoa Kỳ và phục vụ trong ban giám đốc (1977–1984). Năm 1978, ông thành lập Hội đồng Năng lượng SUNSAT, một tổ chức phi chính phủ liên kết với Hội đồng Kinh tế và Xã hội Liên Hợp Quốc, và từng giữ chức chủ tịch (1978–1994) và chủ tọa (1994–2000). Ông là thành viên của Liên đoàn Hàng không Vũ trụ Quốc tế và chủ trì Ủy ban Năng lượng Không gian (1984–1989). Glaser là thành viên của Hội Không gian Quốc gia, phục vụ trong Ban Cố vấn (1990–1994), với tư cách là giám đốc (1994–1997), và trong Ban Ủy viên Hội đồng Quản trị (1997–2005). Ông là thành viên của Ban Cố vấn Quản lý thuộc Trung tâm Năng lượng Không gian của Hệ thống Đại học Texas A&M (1990–1994). Ông là thành viên của Ban Cố vấn cao cấp của Viện Nghiên cứu Không gian (1990–2005). Ông là thành viên của Hội Vũ trụ Thống nhất và từng là nhân viên hội đồng quản trị (1997–2005). Glaser là thành viên bỏ phiếu của Hội đồng Kỹ thuật Đại học Columbia (1984) và là cố vấn cho Nghiên cứu Năng lượng Không gian, Nhật Bản (1998–2005). Ông là thành viên của Hội Kỹ sư Cơ khí Hoa Kỳ, Học viện Hàng không Vũ trụ Quốc tế, và Hội Kỹ thuật Vĩ mô Hoa Kỳ. Ông còn là thành viên của Viện Điện lạnh Quốc tế (1959–1972).

### Hoạt động xuất bản
Glaser đã xuất bản hơn 800 cuốn sách và bài báo khoa học.
Glaser là Tổng biên tập tạp chí Journal of Solar Energy (1972–1985) và là thành viên của ban biên tập (1985–1993). Ông là Phó Tổng biên tập tạp chí Space Power Journal (1980–1986). Ông tham gia ban biên tập các tạp chí Space Policy, Space Power, Journal of Practical Applications in Space và Solar Energy. Ông là biên tập viên khách mời trong số đặc biệt của tờ Space Policy về "Space Solar Power." Ông còn góp sức mình cho cuốn sổ tay Standard Handbook of Powerplant Engineering (1998).
Glaser là biên tập viên của The Lunar Surface Layer (1964), Thermal Imaging Techniques (1964), Solar Power Satellites — The Emerging Energy Option (1993), Solar Power Satellites — A Space Energy System for Earth, 2nd ed. (1998) và Solar Power Systems in Space.

## Vinh danh
Glaser được Đại học Columbia trao tặng Huân chương Carl F. Kayan năm 1974 vì những đóng góp cho lĩnh vực kỹ thuật. Ông nhận được Giải Farrington Daniels từ Hội Năng lượng Mặt Trời Quốc tế vào năm 1983. Năm 1993, Liên đoàn Hàng không Vũ trụ Quốc tế đã lập Buổi Diễn thuyết Toàn thể Peter Glaser trao lại cho Hội nghị Thường niên. Ông được giới thiệu vào Đại sảnh Danh vọng Công nghệ Vũ trụ của Quỹ Không gian vào năm 1996.

## Đời tư
Peter Glaser chào đời tại Žatec, Tiệp Khắc, cha là Hugo và mẹ là Helen (Weiss) Glaser. Peter Edward Glaser được đặt tên, từ tên đệm của ông, theo tên của người bác Eduard Glaser, nhà thám hiểm miền nam Ả Rập, bao gồm cả Sheba trong thế kỷ 19. Glaser di cư sang Mỹ vào năm 1948; ông được nhập quốc tịch Mỹ năm 1954. Ông kết hôn với Eva F. Graf vào ngày 16 tháng 10 năm 1955. Thông tin chi tiết về gia đình ông xem thêm ở đây.  Lưu trữ ngày 23 tháng 6 năm 2015 tại Wayback Machine

### Giáo dục
Glaser nhận được bằng tốt nghiệp từ Trường Đại học Công nghệ Leeds năm 1943, bằng tốt nghiệp từ Đại học Charles ở Praha năm 1947 và Thạc sĩ Khoa học (1951) và bằng Tiến sĩ Triết học (1955) từ Đại học Columbia.

### Binh nghiệp
Trong Thế chiến II, Glaser phục vụ trong Quân đội Tiệp Khắc Tự do. Ông được Tổng thống Cộng hòa Séc Edvard Beneš tuyên dương vì lòng dũng cảm cá nhân.

### Khảo cổ học
Công việc phụ của Glaser là nghề khảo cổ học ở miền nam Ả Rập. Ông được trao quyền sở hữu bộ sưu tập di vật Ả Rập của Eduard Glaser. Tuy nhiên, bộ sưu tập này vẫn còn ở Tiệp Khắc khi ông di cư sang Mỹ, và khi ông qua đời, chính phủ Cộng hòa Séc đã từ chối buông bỏ nó cho ông. Bộ sưu tập bao gồm 99 vật phẩm, bao gồm dao găm nghi lễ, bình nước được chạm khắc bằng tay, đèn lồng đá từ cung điện của Nữ hoàng Sheba, bình cổ, nghệ phẩm bằng sứ và gốm sứ, và đồ dệt thủ công. Glaser đã ra làm chứng trước Ủy ban Helsinki về sự chống đối của chính phủ Séc trong việc khôi phục tài sản cá nhân mà chính phủ nắm giữ.